# Kuunnaat
Il Kuunnaat (o Kûngnât) è una montagna della Groenlandia di 1418 m. Si trova a 61°13′N 48°25′W; appartiene al comune di Sermersooq.